# Villiers-Louis
Villiers-Louis – miejscowość i gmina we Francji, w regionie Burgundia-Franche-Comté, w departamencie Yonne.
Według danych na rok 1990 gminę zamieszkiwało 311 osób, a gęstość zaludnienia wynosiła 28 osób/km² (wśród 2044 gmin Burgundii Villiers-Louis plasuje się na 605. miejscu pod względem liczby ludności, natomiast pod względem powierzchni na miejscu 855.).